# 시품
《시품》(詩品, 518년경 ~ ?)은 문학평론으로, 양나라의 종영(鍾嶸)의 저서이다.
한(漢)에서 양에 이르기까지 5언시의 작가 122명을 상·중·하 3품으로 나누어 품평한 것으로 평론으로서는 최초의 저작이다. 각 품(品)에 총평, 각 시인에 단평을 붙였는데, 평어(評語)는 깊이가 있고 날카롭다. <시경> 국풍(國風), <고시십구수>의 흐름을 중시하여 조식(曹植)을 가장 높이 평한다. 그 품등(品等)은 대부분 타당하나, 도연명을 중품(中品)에 둔 것은 후세의 비난을 받았다.